# Tots Sants de Wittenberg
Tots Sants de Wittenberg, també anomenada Schlosskirche o Església del Memorial de la Reforma, és una església luterana de Wittenberg, a Alemanya. És l'indret on, segons el costum universitari, es van publicar Les 95 tesis de Martí Luter el 31 d'octubre de 1517, en el que ha estat anomenat el començament de la Reforma Protestant.